# Norske Kvinners Nasjonalråd

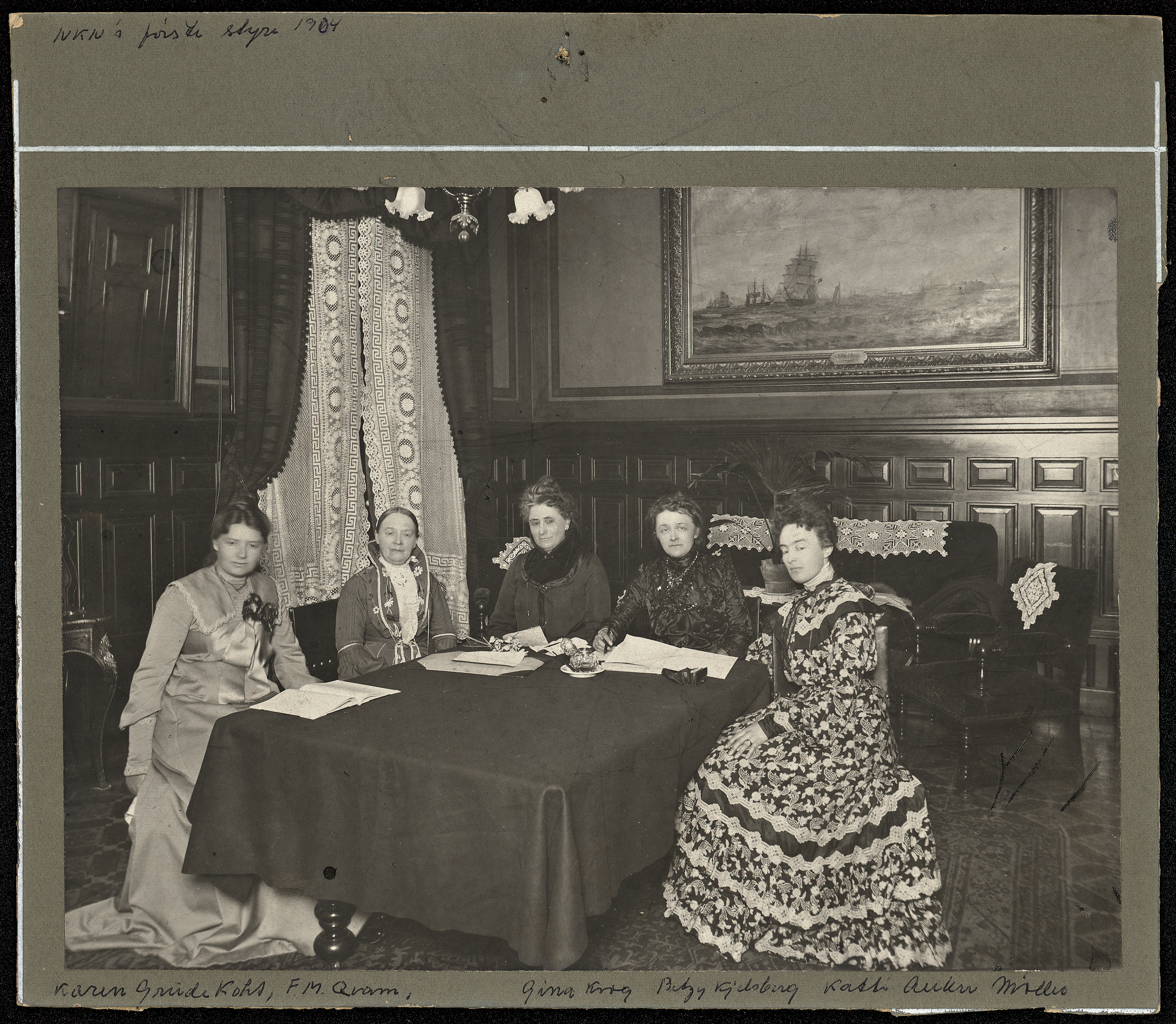
NKN:s första styrelse 1904. NKN är en förkortning för Norske Kvinners Nasjonalråd (etablerad 1904). Från vänster: Karen Grude Koht, Fredrikke Marie Qvam, Gina Krog, Betzy Kjelsberg och Katti Anker Møller.

Norske Kvinners Nasjonalråd (NKN) var en norsk kvinnoförening, instiftad 8 januari 1904 på initiativ av Gina Krog. Organisationen var en sammanslutning av ett flertal kvinnoföreningar, 26 landsförbund och 41 kvinnoråd. Gina Krog var organisationens första ordförande vilket hon förblev till sin död 1916.
I samband med ett möte med 42 andra organisationer i Stortinget den 18 juni 1941 blev Norske Kvinners Nasjonalråd (NKN) av den tyska, nazistiska ockupationsmakten satt under kontroll av en "tillitsmann" från Nasjonal Samling, kommissarie Gunvor Haagensen och ordföranden Sigrid Stray blev avsatt. Som ett resultat av att organisationen togs över av den tyska ockupationsmakten träffades medlemmarna under återstoden av andra världskriget istället i privata sammankomster.  Stray var även verksam som jurist, bl a för Knut Hamsun, och verkade efter befrielsen som domare. 
1987 drog sig Norges Husmorforbund (NH) (sedan 1997 benämnt som Norges Kvinne- og familieforbund) ur NKN och 1988 drog sig Norske Kvinners Sanitetsforening ur organisationen. Organisationen upplöstes 1 januari 1990.
Norske Kvinners Nasjonalråd var anslutet till International Council of Women och verkade för att tillgodose kvinnors intressen på olika områden.

## NKN:s ordförande
- Gina Krog (1904-1916)
- Nicoline Hambro/Nico Hambro (1916-1922)[2]
- Betzy Kjelsberg (1922-1938)[3][4]
- Sigrid Stray (1938-46)
- Claudia Olsen (1946-1953)
- Julla Sæthern (1953-1959)
- Astri Rynning (1959-1968)
- Birgit Wiig (1968-1973)
- Anna Louise Beer (1973-1979)
- Grethe Værnø (1979-1981)
- Kjellaug Skogen (1981-1985)
- Ingjerd Johnson (1985-1989)